# Ellipteroides zionicola
Ellipteroides zionicola är en tvåvingeart som först beskrevs av Alexander 1948.  Ellipteroides zionicola ingår i släktet Ellipteroides och familjen småharkrankar. Inga underarter finns listade i Catalogue of Life.